# Titularbistum Temuniana
Temuniana ist ein Titularbistum der römisch-katholischen Kirche.
Es geht zurück auf die antike Stadt Temuniana, auch Temoniara in der römischen Provinz Africa, später Byzacena.
| Titularbischöfe von Temuniana |                                                   |                                                            |                   |                   |
| Nr.                           | Name                                              | Amt                                                        | von               | bis               |
| 1                             | Augusto Bertazzoni Titularerzbischof pro hac vice | emeritierter Bischof von Potenza e Marsico Nuovo (Italien) | 30. November 1966 | 30. August 1972   |
| 2                             | Thomas Francis Little                             | Weihbischof in Melbourne (Australien)                      | 16. November 1972 | 1. Juli 1974      |
| 3                             | Herman To Paivu                                   | Weihbischof in Port Moresby (Papua-Neuguinea)              | 1. Juli 1974      | 19. Dezember 1975 |
| 4                             | Peter Joseph Connors                              | Weihbischof in Melbourne (Australien)                      | 30. März 1987     | 30. Mai 1997      |
| 5                             | Robert Anthony Brucato                            | Weihbischof in New York (USA)                              | 30. Juni 1997     | 7. November 2018  |
| 6                             | Pedro Luis Fuentes Valencia CP                    | Weihbischof in La Paz (Bolivien)                           | 22. Februar 2022  |                   |